# تشاز ديفيس
تشاز ديفيس (بالإنجليزية: Chaz Davies)‏ مواليد 10 فبراير 1987 في باويس، ويلز، هو متسابق دراجات نارية ويلزي فاز ببطولة العالم للسوبرسبورت. نافس في سباقات بطولة العالم لفئة 250 سي سي ولفئة 50 سي سي. كما شارك في بطولة العالم للسوبربايك وبطولة العالم للموتو جي بي.

## البطولات
- بطولة العالم للسوبرسبورت 2011

## روابط خارجية
- تشاز ديفيس على موقع MotoGP.com (الإنجليزية)
- تشاز ديفيس على موقع WorldSBK.com (الإنجليزية)